# Szwadrony pionierów

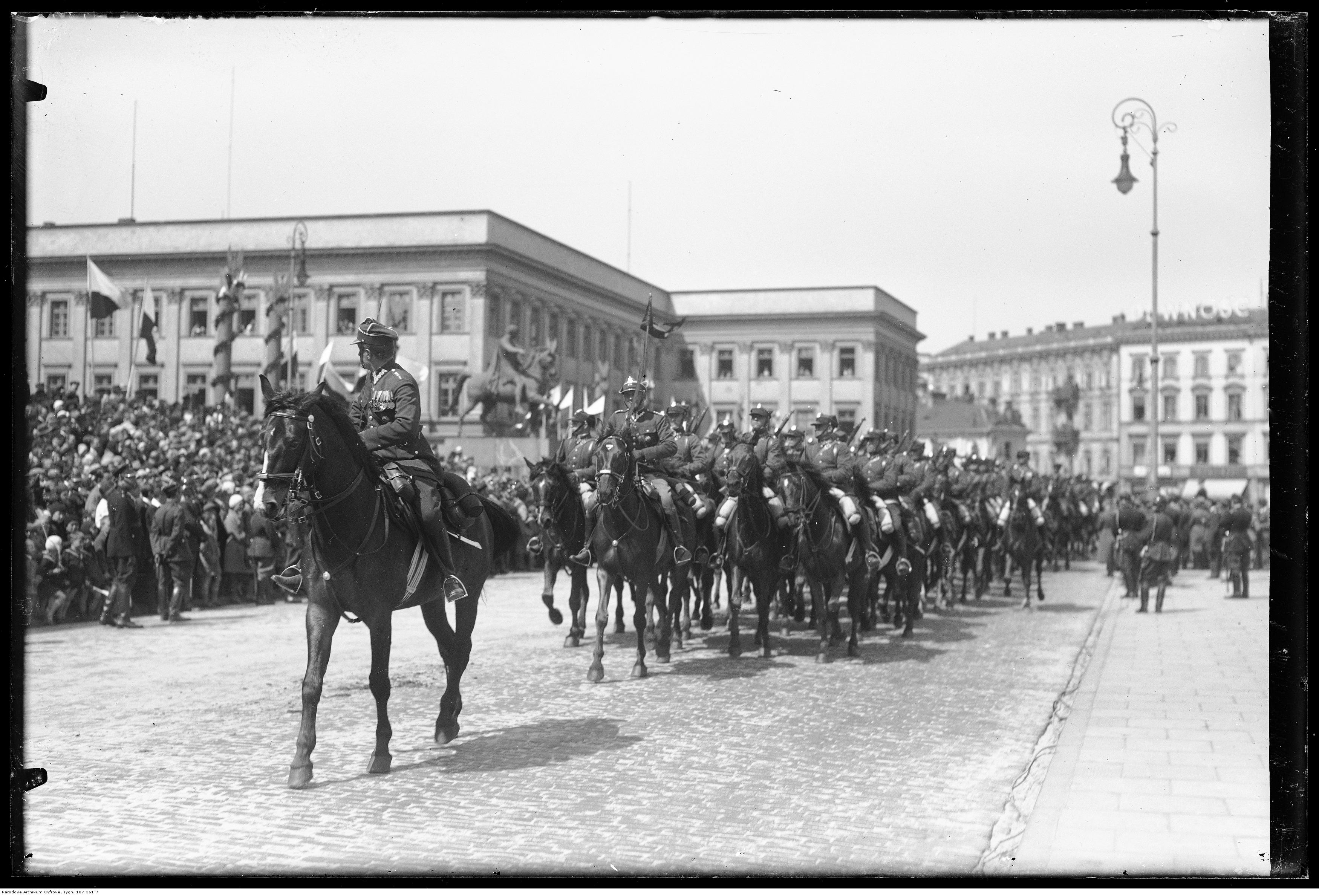
2 szwadron pionierów podczas defilady w Warszawie z okazji Święta Trzeciego Maja, rok 1931

Szwadrony pionierów – pododdziały kawalerii Wojska Polskiego II RP.
W latach 1924–1939, w składzie każdej wielkiej jednostki kawalerii (dywizji lub brygady) znajdował się jeden szwadron pionierów, dysponujących środkami wybuchowymi i przeprawowymi.
Według organizacji wojennej L.3023/mob. org. z 1939 roku szwadron liczył 4 oficerów, 133 podoficerów i szeregowych oraz 153 konie. Środki przeprawowe i wybuchowe transportowano na wózkach dwukołowych i jucznych koniach (16). Brygady pancerno-motorowe posiadały w swoim składzie batalion motorowy saperów.
Wyposażenie szwadronu stanowiło: 7 łodzi T-35, 24 pontony LMPD, 1100 kg materiałów wybuchowych, 130 min, 300 korpusów do min ppanc, piła spalinowa i motopompa.
Żołnierze na czapkach nosili szkarłatne otoki
13 sierpnia 1931 minister spraw wojskowych marszałek Polski Józef Piłsudski rozkazem G.M. 7759 I. zatwierdził wzór i regulamin odznaki pamiątkowej szwadronów pionierów.

## Dyslokacja i podporządkowanie szwadronów pionierów w 1924
- szwadron pionierów przy 1 Dywizji Kawalerii
- szwadron pionierów przy 2 Dywizji Kawalerii
- szwadron pionierów przy 3 Dywizji Kawalerii
- szwadron pionierów przy 4 Dywizji Kawalerii
- szwadron pionierów przy 2 Samodzielnej Brygadzie Kawalerii
- szwadron pionierów przy 3 Samodzielnej Brygadzie Kawalerii
- szwadron pionierów przy 5 Samodzielnej Brygadzie Kawalerii
- szwadron pionierów przy 6 Samodzielnej Brygadzie Kawalerii
- szwadron pionierów przy 9 Samodzielnej Brygadzie Kawalerii

Dyslokacja i podporządkowanie szwadronów pionierów w latach 1937-1939
- 1 szwadron pionierów w Białymstoku (Podlaska Brygada Kawalerii)
- 2 szwadron pionierów w Warszawie (Mazowiecka Brygada Kawalerii)
- 3 szwadron pionierów w Poznaniu (Wielkopolska Brygada Kawalerii)
- 4 szwadron pionierów we Lwowie (Kresowa Brygada Kawalerii)
- 5 szwadron pionierów w Krakowie (Krakowska Brygada Kawalerii)
- 6 szwadron pionierów w Stanisławowie (Podolska Brygada Kawalerii)
- 7 szwadron pionierów w Wilnie (Wileńska Brygada Kawalerii)
- 8 szwadron pionierów w Równem (Wołyńska Brygada Kawalerii)
- 9 szwadron pionierów w Baranowiczach (Nowogródzka Brygada Kawalerii)
- 10 szwadron pionierów w Bydgoszczy (Pomorska Brygada Kawalerii)
- 11 szwadron pionierów w Augustowie (Suwalska Brygada Kawalerii)

Zgodnie z planem mobilizacyjnym „W”, w mobilizacji alarmowej, w grupie jednostek oznaczonych kolorem żółtym zamierzano sformować kolejne dwa pododdziały:
- 12 szwadron pionierów
- 13 szwadron pionierów[4]

Jednostką mobilizującą był 1 pułk szwoleżerów Józefa Piłsudskiego w Warszawie.